# Egzoenzymy
Egzoenzymy – termin stosowany wobec enzymów, posiadający dwa znaczenia:
- enzymy produkowane przez komórkę w jej wnętrzu, a następnie wydzielane drogą egzocytozy do środowiska zewnętrznego, gdzie działają w pozakomórkowym metabolizmie swojego substratu[1][2]. Egzoenzymy stanowiące element błony komórkowej (białka błonowe), z centrum aktywnym zwróconym na zewnątrz komórki nazywamy ektoenzymami[2]. Przykładem egzoenzymów są celulazy, wydzielane m.in. przez grzyby z rodzaju Penicillium, hydrolizujące celulozę. Do grupy tej należą również enzymy trawienne[1];
- enzymy odcinające podjednostki polimeru kolejno od jego końca[2]. Np. egzonukleazy.

Kategorią przeciwną są endoenzymy. Niektóre enzymy mogą być naturalnie aktywne zarówno we wnętrzu komórki, jak też i wydzielane poza nią.